# Anthropos
Anthropos je slovenska znanstvena revija za področji psihologije in filozofije, ki jo izdajata Slovensko filozofsko društvo ter Društvo psihologov Slovenije.